# 洗礼名
洗礼名（せんれいめい、英語: baptismal name, Christian name）とは、一部のキリスト教徒が洗礼を受けるときにつけられる名前。英語からの転写でクリスチャン・ネームとも。各教派で異なる呼び名がある。

## 訳語
- 教派ごとのクリスチャン・ネームの訳語
  - 正教会 - 聖名（せいな）
  - カトリック教会 - 洗礼名[1]、霊名（れいめい）
  - 聖公会 - 教名（きょうめい）

プロテスタント諸教派では特に洗礼名を付けないところが多い。なぜならば、正教会やカトリック教会などにおいては聖人を崇敬しているが、プロテスタント諸教派においては聖人崇敬を行わないことによる。

## 日本での語順
日本のクリスチャン・ネームの習慣を持つ教会においては、「洗礼名・世俗の氏名」の順に記名する。日本の教会ではクリスチャン・ネームをミドルネームとしては扱わない。
- 正しい記名順：「マルコ鈴木太郎」
- あっても極めて稀な例：「鈴木マルコ太郎」（海外におけるミドルネーム（洗礼名・クリスチャン・ネーム）であり、その場合の正しい記名順は「太郎マルコ鈴木、Taro Maruco Suzuki,Taro M Suzuki.」である。）
- 間違っている例：「鈴木太郎マルコ」「マルコ太郎鈴木」

## 名源
ほとんどは聖人や天使の名を取るが、聖書から語句を取った例もある。洗礼名には、自分の好きな聖人や縁のある聖人の名をとることが多いが、教派によっては教会暦の毎日にそれぞれ聖人が振り当てられているので、その誕生日の聖人の名前をとることもある。

### 洗礼名の祝日
正教会やカトリック教会などでは、洗礼名の由来する聖人が個人の守護聖人（「保護の聖人」とも）となり、その聖人の祝日・記念日を「聖名祝日（せいめいしゅくじつ）」などと呼び、誕生日と並んで祝う。日本正教会では、これを「聖名日（せいなび）」と呼ぶ。
カトリック教会では、これを「霊名の祝日」と呼び、ポーランドなど国や地域によっては誕生日よりも霊名の祝日の方を盛大に祝う習慣をもつ場所もある。
ルター派にも、一部の地域に聖名祝日を祝う習慣がある。